# Coupe de Birmanie de football
La coupe de Birmanie de football est une compétition de football mise en place en 2010, organisée par la Fédération de Birmanie de football. À partir de l'édition 2012, le vainqueur de la compétition est qualifié pour la Coupe de l'AFC.
La compétition s'appelle au début MFF Cup puis prend le nom de General Aung San Shield.

## Palmarès
| Saison    | Club champion    | Score de la finale | Vice-champion           |
| --------- | ---------------- | ------------------ | ----------------------- |
| 2010      | Okktha United    | 3-1                | Southern Myanmar United |
| 2011      | Yangon United    | 5-0                | Nay Pyi Taw FC          |
| 2012      | Ayeyawady United | 1-0                | Kanbawza FC             |
| 2013      | Annulée          | Annulée            | Annulée                 |
| 2014      | Ayeyawady United | 2-0                | Nay Pyi Taw FC          |
| 2015      | Ayeyawady United | 2-1                | Yadanarbon FC           |
| 2016      | Magwe FC         | 2-1                | Yangon United           |
| 2017      | Shan United      | 2-1                | Yangon United           |
| 2018      | Yangon United    | 2-1                | Hantharwady United FC   |
| 2019      | Yangon United    | 4-3                | Shan United             |
| 2020-2023 | non disputée     | non disputée       | non disputée            |
| 2024      | Shan United      | 1-0                | Yangon United           |

## Palmarès par équipe
| Club                      | Titres | Années           |
| ------------------------- | ------ | ---------------- |
| Ayeyawady United          | 3      | 2012, 2014, 2015 |
| Yangon United             | 3      | 2011, 2018, 2019 |
| Shan United Football Club | 2      | 2017, 2024       |
| Okktha United FC          | 1      | 2010             |
| Magwe Football Club       | 1      | 2016             |